# Championnats du monde de tennis de table par équipes
Les Championnats du monde par équipes de tennis de table (appelée aussi historiquement Swaythling Cup) opposent les meilleurs pongistes des équipes nationales de tennis de table. Les 1ers championnats du monde ont eu lieu en 1926 à Londres et avaient été remportés par la Hongrie. Ils ont lieu tous les 2 ans depuis 1957 et sont dominés depuis 1995 par la Chine aussi bien chez les hommes (sauf en 2000, où la Suède remporta le titre) que chez les femmes, même si les équipes européennes et l'équipe de d'Allemagne en particulier ont atteint des places d'honneur dans les années 2000. 
À la suite de l'annulation des Championnats du Monde prévus à Belgrade à cause de la guerre du Kosovo, les championnats individuels et par équipe ne se déroulent plus la même année (individuels à Eindhoven en 1999 et par équipe en 2000 à Kuala Lumpur). La 46e édition à Osaka est la dernière à réunir simultanément les deux épreuves.
En parallèle, la fédération organise également les Coupes du monde par équipes où sont qualifiés, le champion du monde en titre, les champions de chaque continent, puis les équipes ayant le meilleur classement mondial ITTF ; cette compétition bisannuelle regroupaient alors 12 équipes avec un titre masculin et un titre féminin entre 1990 et 2019. En 2023, une nouvelle compétition est créée avec la Coupe du monde par équipes mixtes 2023.

## Titres par équipes messieurs
L'équipe qui remporte la compétition reçoit la coupe Swaythling. Les 3 joueurs d'une équipe rencontrent les 3 joueurs de l'équipe adverse, soit 5 parties au maximum (la première équipe qui atteint 3 parties gagnées est désignée vainqueur). L'ordre des rencontres est A-X, B-Y, C-Z, A-Y, B-X. L'équipe de championnat du monde est composée de 5 joueurs. À chaque rencontre, trois joueurs sont sélectionnés, tandis que les deux autres suivent le match sur le banc.
| Année et Lieu     | Nombre d'équipes                            | Médaille d'or                                                                         | Médaille d'argent                           | Demi-finalistes                             |
| ----------------- | ------------------------------------------- | ------------------------------------------------------------------------------------- | ------------------------------------------- | ------------------------------------------- |
| 2024 Busan        | 32                                          | Chine (Fan Zhendong, Ma Long, Wang Chuqin, Liang Jingkun, Lin Gaoyuan)                | France                                      | Corée du Sud Taipei chinois                 |
| 2022 Chengdu      | 32                                          | Chine (Fan Zhendong, Ma Long, Wang Chuqin, Liang Jingkun, Lin Gaoyuan)                | Allemagne                                   | Corée du Sud Japon                          |
| 2020 Busan        | Annulé en raison de la pandémie de Covid-19 | Annulé en raison de la pandémie de Covid-19                                           | Annulé en raison de la pandémie de Covid-19 | Annulé en raison de la pandémie de Covid-19 |
| 2018 Halmstad     |                                             | Chine (Fan Zhendong, Ma Long, Wang Chuqin, Xu Xin, Lin Gaoyuan)                       | Allemagne                                   | Suède Corée du Sud                          |
| 2016 Kuala Lumpur |                                             | Chine (Ma Long, Xu Xin, Zhang Jike, Fang Bo, Fan Zhendong)                            | Japon                                       | Corée du Sud Angleterre                     |
| 2014 Tokyo        |                                             | Chine (Ma Long, Wang Hao, Zhang Jike, Xu Xin, Fan Zhendong)                           | Allemagne                                   | Japon Taipei                                |
| 2012 Dortmund     | 120                                         | Chine (Ma Lin, Ma Long, Zhang Jike, Xu Xin, Wang Hao)                                 | Allemagne                                   | Japon Corée du Sud                          |
| 2010 Moscou       | 109                                         | Chine (Ma Lin, Ma Long, Zhang Jike)                                                   | Allemagne                                   | Japon Corée du Sud                          |
| 2008 Canton       | 102                                         | Chine (Ma Lin, Wang Liqin, Wang Hao)                                                  | Corée du Sud                                | Japon Hong Kong                             |
| 2006 Brême        | 104                                         | Chine (Ma Lin, Wang Liqin, Wang Hao, Chen Qi, Ma Long)                                | Corée du Sud                                | Allemagne Hong Kong                         |
| 2004 Doha         | 79                                          | Chine (Kong Linghui, Liu Guozheng, Wang Hao, Ma Lin, Wang Liqin)                      | Allemagne                                   | Suède Corée du Sud                          |
| 2001 Osaka        | 87                                          | Chine (Kong Linghui, Liu Guoliang, Liu Guozheng, Ma Lin, Wang Liqin)                  | Belgique                                    | Corée du Sud Suède                          |
| 2000 Kuala Lumpur | 77                                          | Suède (Jan-Ove Waldner, Jörgen Persson, Peter Karlsson)                               | Chine                                       | Japon Italie                                |
| 1997 Manchester   | 103                                         | Chine (Ding Song, Kong Linghui, Wang Tao, Ma Wenge, Liu Guoliang)                     | France                                      | Corée du Sud Allemagne                      |
| 1995 Tianjin      | 77                                          | Chine (Ding Song, Kong Linghui, Wang Tao, Ma Wenge, Liu Guoliang)                     | Suède                                       | Corée du Sud France                         |
| 1993 Göteborg     | 82                                          | Suède (Jan-Ove Waldner, Jörgen Persson, Peter Karlsson, Erik Lindh, Mikael Appelgren) | Chine                                       | Corée du Nord Allemagne                     |
| 1991 Chiba        | 61                                          | Suède (Jan-Ove Waldner, Jörgen Persson, Peter Karlsson, Erik Lindh, Mikael Appelgren) | Yougoslavie                                 | Tchécoslovaquie Belgique                    |
| 1989 Dortmund     | 69                                          | Suède (Jan-Ove Waldner, Jörgen Persson, Peter Karlsson, Erik Lindh, Mikael Appelgren) | Chine                                       | Corée du Nord URSS                          |
| 1987 New Delhi    | 60                                          | Chine                                                                                 | Suède                                       | Corée du Nord Yougoslavie                   |
| 1985 Göteborg     | 66                                          | Chine                                                                                 | Suède                                       | Pologne Japon                               |
| 1983 Tokyo        | 57                                          | Chine                                                                                 | Suède                                       | Hongrie Angleterre                          |
| 1981 Novi Sad     | 59                                          | Chine                                                                                 | Hongrie                                     | Japon Tchécoslovaquie                       |
| 1979 Pyongyang    | 54                                          | Hongrie                                                                               | Chine                                       | Japon Tchécoslovaquie                       |
| 1977 Birmingham   | 56                                          | Chine                                                                                 | Japon                                       | Suède Hongrie                               |
| 1975 Calcutta     | 48                                          | Chine                                                                                 | Yougoslavie                                 | Suède Tchécoslovaquie                       |
| 1973 Sarajevo     | 52                                          | Suède                                                                                 | Chine                                       | Japon URSS                                  |
| 1971 Japon        | 39                                          | Chine                                                                                 | Japon                                       | Yougoslavie Suède                           |
| 1969 Allemagne    | 46                                          | Japon                                                                                 | Allemagne                                   | Yougoslavie Corée du Sud                    |
| 1967 Suède        | 41                                          | Japon                                                                                 | Corée du Sud                                | Allemagne Suède                             |
| 1965 Yougoslavie  | 43                                          | Chine (Li Furong (en), Xu Yinsheng, Zhang Xielin, Zhou Lansun (en), Zhuang Zedong)    | Japon                                       | Corée du Nord Yougoslavie                   |
| 1963 Prague       | 45                                          | Chine (Li Furong (en), Wang Jiasheng (en), Xu Yinsheng, Zhang Xielin, Zhuang Zedong)  | Japon                                       | Suède Allemagne                             |
| 1961 Pékin        | 26                                          | Chine                                                                                 | Japon                                       | Hongrie Yougoslavie                         |
| 1959 Dortmund     | 37                                          | Japon                                                                                 | Hongrie                                     | Chine Viêt Nam                              |
| 1957 Stockholm    | 33                                          | Japon                                                                                 | Hongrie                                     | Tchécoslovaquie Chine                       |
| 1956 Tokyo        | 16                                          | Japon                                                                                 | Tchécoslovaquie                             | Chine Roumanie                              |
| 1955 Utrecht      | 32                                          | Japon                                                                                 | Tchécoslovaquie                             | Angleterre Hongrie                          |
| 1954 Wembley      | 33                                          | Japon                                                                                 | Tchécoslovaquie                             | Angleterre Yougoslavie                      |
| 1953 Bucarest     | 14                                          | Angleterre                                                                            | Hongrie                                     | France Tchécoslovaquie                      |
| 1952 Bombay       | 15                                          | Hongrie                                                                               | Angleterre                                  | Japon Hong Kong                             |
| 1951 Vienne       | 24                                          | Tchécoslovaquie                                                                       | Hongrie                                     | Yougoslavie États-Unis                      |
| 1950 Budapest     | 16                                          | Tchécoslovaquie                                                                       | Hongrie                                     | France Angleterre                           |
| 1949 Suède        | 18                                          | Hongrie                                                                               | Tchécoslovaquie                             | États-Unis Angleterre                       |
| 1948 Angleterre   | 20                                          | Tchécoslovaquie                                                                       | France                                      | États-Unis Autriche                         |
| 1947 France       | 20                                          | Tchécoslovaquie                                                                       | États-Unis                                  | France Autriche                             |
| 1940 - 1946       | Non disputé                                 | Non disputé                                                                           | Non disputé                                 | Non disputé                                 |
| 1939 Le Caire     | 11                                          | Tchécoslovaquie                                                                       | Yougoslavie                                 | Angleterre Lituanie                         |
| 1938 Londres      | 16                                          | Hongrie                                                                               | Autriche                                    | Tchécoslovaquie États-Unis                  |
| 1937 Londres      | 13                                          | États-Unis                                                                            | Hongrie                                     | Tchécoslovaquie France                      |

## Titres par équipes dames
Les vainqueurs de la compétition par équipe féminine reçoivent la coupe Marcel Corbillon qui a donné son nom à la formule de la compétition. La formule est maintenant la même chez les hommes et chez les femmes, les 3 joueuses sélectionnées pour le match rencontrent les trois joueuses du camp adverse, soit 5 parties au maximum: la première équipe ayant 3 victoires a gagné. Il n'y a plus de double dans cette compétition.
| Année-Lieu        | Nombre d'équipes                            | Médaille d'or                               | Médaille d'argent                           | Demi-finalistes                             |
| ----------------- | ------------------------------------------- | ------------------------------------------- | ------------------------------------------- | ------------------------------------------- |
| 2024 Busan        | 40                                          | Chine                                       | Japon                                       | France Hong Kong                            |
| 2022 Chengdu      | 28                                          | Chine                                       | Japon                                       | Allemagne Taipei chinois                    |
| 2020 Busan        | Annulé en raison de la pandémie de Covid-19 | Annulé en raison de la pandémie de Covid-19 | Annulé en raison de la pandémie de Covid-19 | Annulé en raison de la pandémie de Covid-19 |
| 2018 Halmstad     |                                             | Chine                                       | Japon                                       | Hong Kong Corée                             |
| 2016 Kuala Lumpur |                                             | Chine                                       | Japon                                       | Taipei chinois Corée du Nord                |
| 2014 Tokyo        |                                             | Chine                                       | Japon                                       | Hong Kong Singapour                         |
| 2012 Dortmund     | 92                                          | Chine                                       | Singapour                                   | Hong Kong Corée du Sud                      |
| 2010 Moscou       | 81                                          | Singapour                                   | Chine                                       | Japon Allemagne                             |
| 2008 Canton       | 75                                          | Chine                                       | Singapour                                   | Hong Kong Japon                             |
| 2006 Breme        | 76                                          | Chine                                       | Hong Kong                                   | Japon Biélorussie                           |
| 2004 Doha         | 61                                          | Chine                                       | Taipei chinois                              | Japon                                       |
| 2001 Osaka        | 60                                          | Chine                                       | Corée du Nord                               | Japon Corée du Sud                          |
| 2000 Kuala Lumpur | 66                                          | Chine                                       | Taipei chinois                              | Corée du Sud Roumanie                       |
| 1997 Manchester   | 78                                          | Chine                                       | Corée du Nord                               | Allemagne Corée du Sud                      |
| 1995 Tianjin      | 71                                          | Chine                                       | Corée du Sud                                | Hong Kong Roumanie                          |
| 1993 Göteborg     | 68                                          | Chine                                       | Corée du Nord                               | Corée du Sud Hong Kong                      |
| 1991 Chiba        | 53                                          | Corée unifiée                               | Chine                                       | France Hongrie                              |
| 1989 Dortmund     | 55                                          | Chine                                       | Corée du Sud                                | Hong Kong Hongrie                           |
| 1987 New Delhi    | 55                                          | Chine                                       | Corée du Sud                                | Hongrie Pays-Bas                            |
| 1985 Göteborg     | 55                                          | Chine                                       | Corée du Nord                               | Corée du Sud Pays-Bas                       |
| 1983 Tokyo        | 47                                          | Chine                                       | Japon                                       | Corée du Nord Union soviétique              |
| 1981 Novi Sad     | 51                                          | Chine                                       | Corée du Sud                                | Corée du Nord Union soviétique              |
| 1979 Pyongyang    | 47                                          | Chine                                       | Corée du Nord                               | Japon Union soviétique                      |
| 1977 Birmingham   | 49                                          | Chine                                       | Corée du Sud                                | Japon Corée du Nord                         |
| 1975 Calcutta     | 36                                          | Chine                                       | Corée du Sud                                | Japon Hongrie                               |

## Palmarès

### Messieurs
| Cl | Pays             | Victoire | Deuxième | Demi-Finale | Total |
| -- | ---------------- | -------- | -------- | ----------- | ----- |
| 1  | Chine            | 23       | 5        | 3           | 31    |
| 2  | Japon            | 7        | 5        | 9           | 21    |
| 3  | Tchécoslovaquie  | 5        | 4        | 12          | 21    |
| 4  | Suède            | 5        | 4        | 8           | 17    |
| 5  | Hongrie          | 3        | 7        | 4           | 14    |
| 6  | Angleterre       | 1        | 1        | 7           | 9     |
| 7  | États-Unis       | 1        | 1        | 4           | 6     |
| 8  | Allemagne        | 0        | 7        | 4           | 11    |
| 9  | France           | 0        | 3        | 5           | 8     |
| 10 | Corée du Sud     | 0        | 2        | 9           | 11    |
| 11 | Yougoslavie      | 0        | 2        | 5           | 7     |
| 12 | Autriche         | 0        | 1        | 2           | 3     |
| 13 | Belgique         | 0        | 1        | 1           | 2     |
| 14 | Hong Kong        | 0        | 0        | 3           | 3     |
| 15 | Union Soviétique | 0        | 0        | 2           | 2     |

### Dames
| Cl | Pays           | Victoire | Deuxième | Demi-Finale | Total |
| -- | -------------- | -------- | -------- | ----------- | ----- |
| 1  | Chine          | 19       | 2        | 0           | 21    |
| 2  | Corée du Sud   | 1        | 5        | 7           | 13    |
| 3  | Singapour      | 1        | 2        | 1           | 4     |
| 4  | Japon          | 0        | 5        | 5           | 10    |
| 5  | Corée du Nord  | 0        | 4        | 2           | 6     |
| 6  | Taipei chinois | 0        | 2        | 2           | 4     |
| 7  | Hong Kong      | 0        | 1        | 8           | 9     |
| 8  | Allemagne      | 0        | 0        | 4           | 4     |
| 9  | Hongrie        | 0        | 0        | 3           | 3     |
| 10 | France         | 0        | 0        | 2           | 2     |
| -  | Pays-Bas       | 0        | 0        | 2           | 2     |